# Tiranas internationella flygplats Moder Teresa
Tiranas internationella flygplats Moder Teresa (IATA: TIA, ICAO: LATI) (albanska: Aeroporti Ndërkombëtar i Tiranës Nënë Tereza) är Albaniens enda internationella flygplats. Den ligger 17 kilometers bilväg nordväst om Tirana. Flygplatsen är även känd som Rinas internationella flygplats på grund av sitt läge vid byn Rinas. Sitt nuvarande namn fick flygplatsen 2001 då man uppkallade den efter Moder Teresa, Sankta Teresa av Calcutta, född i Albanien.
Flygplatsen hade drygt 2,6 miljoner passagerare 2017, vilket är den högsta passagerarsiffran flygplatsen har haft. Därmed är flygplatsen större än samtliga närliggande internationella flygplatser som Skopjes internationella flygplats, Pristinas internationella flygplats och Podgoricas flygplats. Flygplatsen är fokusort för flygbolagen Adria Airways, Alitalia och Blu-express samt hubb för det lokala lågprisbolaget Albawings.

## Historia
Tiranas internationella flygplats byggdes mellan 1955 och 1957. Dock hade Tirana långt tidigare än så flygförbindelser. Redan under sommaren 1938 utförde det jugoslaviska flygbolaget Aeroput flygningar mellan Tirana och Belgrad med en mellanlandning i Dubrovnik (då Ragusa). Fram till 1960 flög enbart Aeroflot, Malév, Tarom, Jat och Interflug till flygplatsen med max två flygningar per dag. Mellan 1965 och 1974 gjordes vissa upprustningar av flygplatsen.
På grund av den politiska isoleringen i Albanien beslutade ett antal bolag att sluta trafikera flygplatsen från 1978, varför antalet flighter och passagerare minskade. Mellan 1980 och 1990 tvingades flygplatsen att uppdatera sin tekniska utrustning för att möta internationella krav. 
Kommunismens fall i Albanien 1991 och den därmed efterföljande lättnaden av reserestriktioner för albanska medborgare gjorde att antalet destinationer från flygplatsen utökades.

### 2005 års modernisering
På grund av ett allt mer ökande passagerarunderlag, och en flygplatsbyggnad i renoveringsbehov, beslöt sig bolaget Tirana International Airport SHPK (ett konsortium lett av Hochtief AirPort som tog över flygplatsen 2005 för en 20-årsperiod) för att rusta upp flygplatsens utrustning och faciliteter. Vid tidpunkten för upprustningen hanterade flygplatsen omkring 600 000 passagerare per år.
Upprustningen av flygplatsen innefattade en helt ny passagerarterminal och diverse infrastrukturella uppdateringar, däribland en ny väg till flygplatsen, nya och fler parkeringsplatser samt en ny bro över den gamla flygplatsvägen. Upprustningen av flygplatsen ledde till ett kraftigt ökat resande; omkring 1,5 miljon passagerare reste via flygplatsen 2009. För 2010 blev siffrorna drygt 1,5 miljoner passagerare. Flygplatsens nya terminal och dess andra utbyggnad, fraktbyggnaden, designades av den malaysiska arkitekten Hin Tan.

### 2016 års avmonopolisering av flygplatsen
2016 beslöt Albaniens regering att avskaffa det monopol på internationell flygtrafik som man tilldelat Tiranas internationella flygplats. Detta leder bland annat till att Kukës flygplats i Kukës i norra Albanien, som stått i princip oanvänd sen konstruktionen, kommer att kunna öppnas för internationell trafik. Vid tidpunkten för beslutet hanterade flygplatsen 2 miljoner passagerare per år. Samtidigt meddelade regeringen även att man kommer att öppna upp för byggplaner på att konstruera Saranda flygplats samt Vlora flygplats.

### Lågprisaktörer
Flygplatsen har tidigare saknat de stora europeiska lågprisflygbolagen som aktörer och har haft för avsikt att etablera bolagen vid flygplatsen. Första stora lågprisbolag som kommer börja flyga från Tirana blev ungerska Wizz Air. 
I december 2016 meddelade lågprisbolaget Wizz Air att man skulle starta upp en linje mellan Tirana och Budapest-Ferenc Liszts internationella flygplats med avgångar 2 gånger per vecka från 5 april 2017. Wizz Air utökade under våren 2018 sin verksamhet vid flygplatsen med en direktlinje till London-Luton Airport. 
Det norska lågprisbolaget Norwegian Air Shuttle lanserade i juni 2018 en ny direktlinje mellan Oslo-Gardermoens flygplats och Tirana.

## Statistik

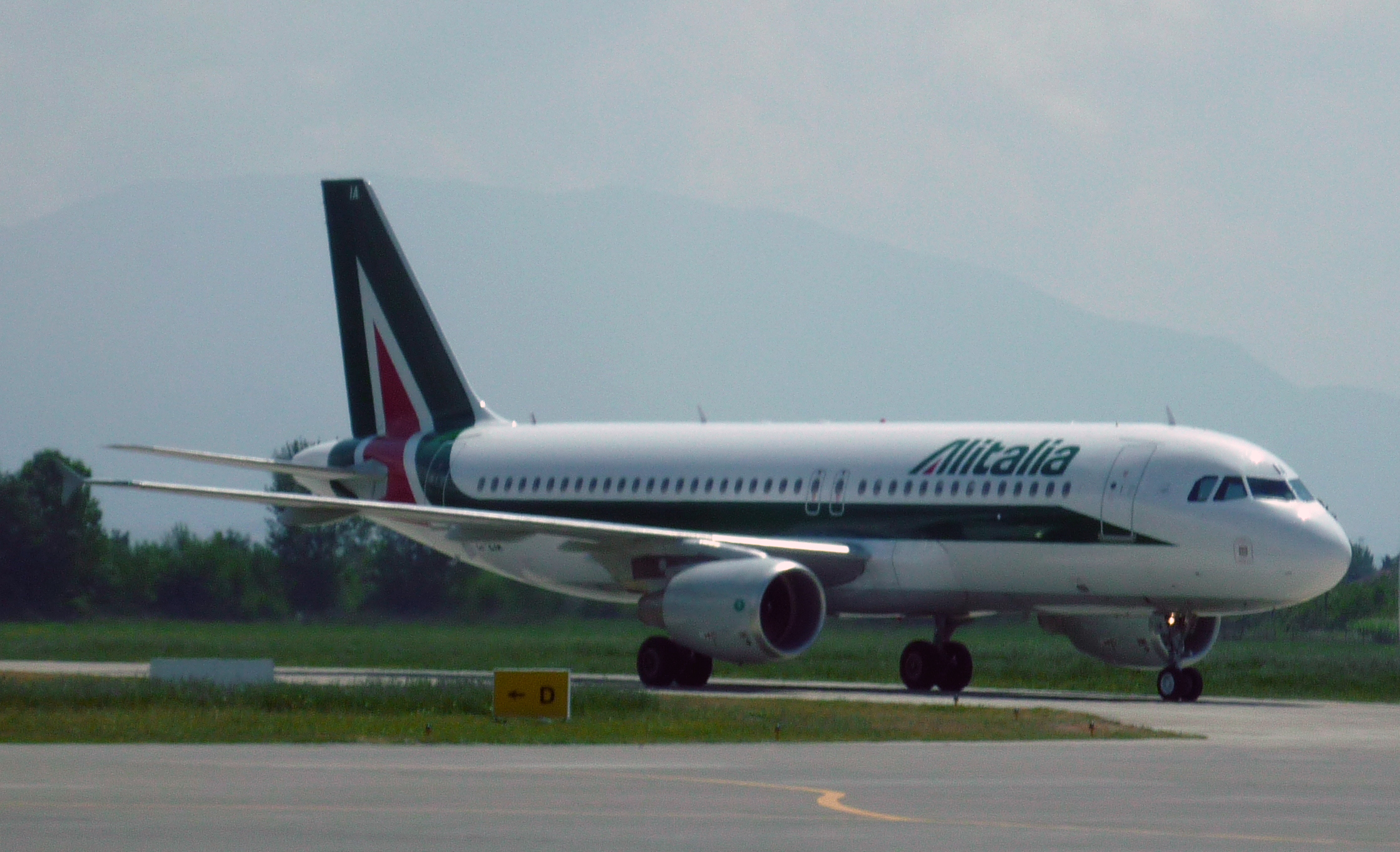
Alitalias Airbus A320 på flygplatsen.

## Flygbolag och destinationer
| Flygbolag                     | Destinationer |
| ----------------------------- | --- |
| Adria Airways                 | Frankfurt, Ljubljana, München Säsongscharter: Poprad-Tatry                                                                       |
| Aegan Airlines                | Aten |
| Air Serbia                    | Belgrad |
| Albawings                     | Florens, London–Stansted, Perugia, Rimini, Treviso, Venedig                                                                      |
| Alitalia                      | Rom-Fiumicino |
| Anda Air                      | Säsongscharter: Kiev-Zjuljany |
| Austrian Airlines             | Wien |
| Belavia                       | Säsongscharter: Minsk |
| Blu-express                   | Ancona, Bergamo, Bologna, Genua, Milano-Malpensa, Pisa, Rom-Fiumicino, Turin, Verona                                             |
| Bravo Airways                 | Säsongscharter: Kiev-Zjuljany |
| British Airways               | London-Gatwick |
| Corendon Airlines             | Säsongscharter: Antalya |
| Danish Air Transport          | Säsongscharter: Köpenhamn |
| DART Ukrainian Airlines       | Säsongscharter: Kiev-Zjuljany |
| Enter Air                     | Säsongscharter: Poznań, Warszawa-Chopin, Wrocław                                                                                 |
| Ernest Airlines               | Bergamo, Bologna, Milano-Malpensa, Pisa, Venedig, Verona                                                                         |
| Eurowings                     | Säsong: Köln/Bonn, Stuttgart |
| Freebird Airlines             | Säsongscharter: Antalya |
| Lufthansa                     | Frankfurt |
| Mistral Air                   | Bari, Neapel, Pescara Säsong: Brindisi                                                                                           |
| Norwegian Air Shuttle         | Säsong: Oslo–Gardermoen |
| Pegasus Airlines              | Istanbul-Sabiha Gökçen Säsongscharter: Antalya                                                                                   |
| Small Planet Airlines         | Säsongscharter: London-Gatwick, London-Stansted, Oslo–Gardermoen (startar 12 maj 2018), Stockholm–Arlanda (startar 21 maj 2018), |
| Small Planet Airlines (Polen) | Säsongscharter: Katowice, Warszawa-Chopin                                                                                        |
| SmartWings                    | Säsong: Prag |
| SunExpress                    | Säsongscharter: Antalya |
| Transavia                     | Säsong: Amsterdam |
| Transavia France              | Säsong: Paris–Orly |
| Travel Service Polska         | Säsongscharter: Katowice, Warszawa-Chopin                                                                                        |
| Travel Service Slovakia       | Säsongscharter: Bratislava, Košice                                                                                               |
| TUI fly Belgium               | Bryssel |
| Turkish Airlines              | Istanbul-Atatürk |
| Volotea                       | Säsong: Verona |
| Wizz Air                      | Budapest, London–Luton, Malmö |